# Kazimierz Molendziński
Kazimierz Molendziński (ur. 1 marca 1903 w Suszy na Kaukazie, zm. 16-19 kwietnia 1940 w Katyniu) – polski historyk sztuki.

## Życiorys
Urodził się w Suszy, w ówczesnej guberni jelizawietpolskiej, w rodzinie Stefana i Marii z Żaboklickich.
Studia na Uniwersytecie Jagiellońskim uwieńczył doktoratem z zakresu historii sztuki pod kierunkiem Vojeslava Molè. W 1930 ukończył kurs w Batalionie Podchorążych Rezerwy Piechoty. Na stopień podporucznika został mianowany ze starszeństwem z 1 stycznia 1934 i 312. lokatą w korpusie oficerów rezerwy piechoty. Posiadał przydział w rezerwie do 6 Pułku Piechoty Legionów w Wilnie.
W czasie kampanii wrześniowej 1939 dostał się do sowieckiej niewoli. Przebywał w obozie w Kozielsku. Między 16 a 19 kwietnia 1940 został zamordowany przez funkcjonariuszy NKWD w Katyniu i tam pogrzebany. Od 28 lipca 2000 spoczywa na Polskim Cmentarzu Wojennym w Katyniu.
5 października 2007 minister obrony narodowej Aleksander Szczygło mianował go pośmiertnie na stopień porucznika. Awans został ogłoszony 9 listopada 2007, w Warszawie, w trakcie uroczystości „Katyń Pamiętamy – Uczcijmy Pamięć Bohaterów”.

## Wybrane publikacje
- Wojciech Gerson 1831-1901, Warszawa: Towarzystwo Zachęty Sztuk Pięknych w Warszawie 1931.
- Klasztor pofranciszkański w Międzyrzeczu Ostrogskim (badania przeprowadzone przy finansowem poparciu Kasy im. Mianowskiego), Równe: Zarz. Wołyńskiego Okr. Zw. Nauczyc. Polsk. 1935.
- Ze studiów nad twórczością Józefa Chełmońskiego: trzy nieznane szkicowniki, Warszawa: Wydawnictwo Instytutu Propagandy Sztuki 1937.